# Axel von Colmar-Meyenburg
Axel Karl Hermann von Colmar-Meyenburg (* 29. Dezember 1840 in Schwedt/Oder, Landkreis Uckermark, Provinz Brandenburg; † 23. Dezember 1911 auf Gut Zützen, heute Ortsteil von Schwedt) war ein deutscher Verwaltungsjurist und Politiker.

## Familie
Die briefadelige Familie von Colmar stammt angeblich aus Colmar, ist aber im 17. Jahrhundert auf Rügen und ebenso in Mecklenburg-Strelitz durch Gutsbesitz ansässig geworden. Axel von Colmar war der Sohn des Gutsbesitzers Major Ferdinand Karl Dagobert von Colmar (1809–1895), Gutsherr auf Laase, Zützen und Meyenburg (heute Wohnplatz von Berkholz-Meyenburg, Stadt Schwedt/Oder), und der Anna Marie Lüdicke (1812–1891). Die Familie Lüdicke war Vorbesitzer von Zützen und Anna von Colmar galt formell um 1857 als Gutsherrin auf Zützen mit Meyenburg.
Colmar heiratete in erster Ehe am 8. Mai 1866 in Berlin Antonie von Lauer (* 3. Juni 1845 in Berlin; † 13. November 1896 in Lüneburg, Niedersachsen), Tochter von Gustav von Lauer. Aus dieser Ehe stammen fünf Kinder, Armgard, Gabriele, Mithes (Marie-Therese), Anna und Christoph, die sämtlich in adelige Familien einheirateten.
In zweiter Ehe heiratete er am 27. Juni 1901 in Berlin die verwitwete Karoline Gräfin von Pückler, Freiin von Groditz (* 28. Juni 1852 auf Gut Nieder-Kunzendorf, Landkreis Schweidnitz, Niederschlesien; † 3. Februar 1922 in Obernigk, Landkreis Trebnitz, Niederschlesien), vormals Oberhofmeisterin der Prinzessin Luise Sophie von Schleswig-Holstein-Sonderburg-Augustenburg, Ehefrau des Prinzen Friedrich Leopold von Preußen und Schwester der Kaiserin Auguste Viktoria.

## Leben
Colmar studierte an der Ruprecht-Karls-Universität Heidelberg und wurde dort 1860 im Corps Saxo-Borussia aktiv. Er war Gutsherr auf den Gütern Zützen und Meyenburg bei Schwedt an der Oder, gut situierter königlich preußischer Kammerherr und seit 1904 Rechtsritter des Johanniterordens, dort organisiert in der Brandenburgischen Provinzial-Genossenschaft. Im Jahr 1868 wurde er Landrat des Kreises Chodziesen und 1882 Polizeipräsident von Posen. 1887 wurde er Regierungspräsident des Regierungsbezirks Aurich und von 1890 bis 1899 in Lüneburg, weil Kaiser Wilhelm II. dies seiner Schwiegermutter versprochen hatte.  1899 wurde er als Kanalrebell aus dem öffentlichen Dienst entlassen.
In den Jahren 1877 bis 1887, 1889 bis 1890 sowie 1894 bis 1903 war er Mitglied des Preußischen Abgeordnetenhauses. Für die Deutschkonservative Partei vertrat er von 1877 bis 1898 als Abgeordneter den Wahlkreis Regierungsbezirk Bromberg 1 (Czarnikau – Filehne) im Reichstag (Deutsches Kaiserreich). Von 1906 bis zu seinem Tod (1911) saß er im Preußischen Herrenhaus.
1910 umfasste sein Rittergut Zützen 683 ha Land und Gut Meyenburg 382 ha. Gutsnachfolger wurde dann sein Sohn Christoph von Colmar-Zützen. Colmar jun. ging auf das Pädagogium zu Putbus zur Schule, begann ein Studium, war dann Offizier beim 1. Garde-Ulanen-Regiment in Potsdam und wurde Ritterschaftsrat. Auch war er einige Jahre, von 1916 bis 1939, wie sein Vater im Johanniterorden. Christoph von Colmar führte mit Zützen und Meyenburg das Erbe seines Vaters über die Wirtschaftskrise hinweg bis zur Bodenreform.